# Jon Rolf Skamo Hope
Jon Rolf Skamo Hope (ur. 17 lutego 1998 r.) – norweski biegacz narciarski, zawodnik klubu Hyen IL.

## Kariera
Po raz pierwszy na arenie międzynarodowej Jon Rolf Skamo Hope pojawił się w 16 stycznia 2015 roku, podczas zawodów rangi juniorskich w norweskiej miejscowości Lygna, gdzie uplasował się na 51. miejscu na dystansie 10 km stylem dowolnym.
W Pucharze Świata jeszcze nie zadebiutował.

## Osiągnięcia

### Mistrzostwa świata juniorów
| Miejsce | Dzień       | Rok  | Miejscowość    | Konkurencja             | Czas biegu | Strata   | Zwycięzca               |
| ------- | ----------- | ---- | -------------- | ----------------------- | ---------- | -------- | ----------------------- |
| 18.     | 23 lutego   | 2016 | Râșnov         | 10 km stylem klasycznym | 28:57,8    | +1:22,1  | Johannes Høsflot Klæbo  |
| 17.     | 3 lutego    | 2017 | Soldier Hollow | 20 km bieg łączony      | 49:40,5    | +1:57,7  | Władisław Wieczkanow    |
| 1.      | 5 lutego    | 2017 | Soldier Hollow | bieg sztafetowy 4×5 km  | 49:36,1    | —        | —                       |
| 6.      | 28 stycznia | 2018 | Goms           | Sprint stylem dowolnym  | 2:59,77    | +1:05,00 | Tom Mancini             |
| 1.      | 30 stycznia | 2018 | Goms           | 10 km stylem klasycznym | 24:58,8    | —        | —                       |
| 2.      | 1 lutego    | 2018 | Goms           | 20 km bieg łączony      | 58:45,7    | +34,7    | Harald Østberg Amundsen |
| 1.      | 3 lutego    | 2018 | Goms           | bieg sztafetowy 4×5 km  | 50:04,2    | —        | —                       |

### Mistrzostwa świata młodzieżowców (U-23)
| Miejsce | Dzień     | Rok  | Miejscowość    | Konkurencja                          | Czas biegu | Strata  | Zwycięzca               |
| ------- | --------- | ---- | -------------- | ------------------------------------ | ---------- | ------- | ----------------------- |
| 12.     | 3 marca   | 2020 | Oberwiesenthal | 15 km stylem klasycznym              | 36:26,4    | +2:23,4 | Siergiej Ardaszew       |
| 6.      | 4 marca   | 2020 | Oberwiesenthal | 30 km stylem dowolnym (start masowy) | 1:12:42,0  | +2:27,6 | Harald Østberg Amundsen |
| 12.     | 12 lutego | 2021 | Vuokatti       | 15 km stylem dowolnym                | 35:27,6    | +1:13,3 | Hugo Lapalus            |
| 1.      | 13 lutego | 2021 | Vuokatti       | Sztafeta mieszana                    | 52:52,9    | -       | -                       |